# Sauzay (Fluss)
Der Sauzay ist ein Fluss in Frankreich, der im Département Nièvre in der Region Bourgogne-Franche-Comté verläuft. Er entspringt im Ortsgebiet von Oudan, entwässert generell in nordwestlicher Richtung und mündet nach rund 25 Kilometern im Gemeindegebiet von Clamecy als linker Nebenfluss in den Beuvron.

## Orte am Fluss
(Reihenfolge in Fließrichtung)
- Oudan
- La Chapelle-Saint-André
- Sauzay, Gemeinde Corvol-l’Orgueilleux
- Corvol-l’Orgueilleux
- Le Moulin de Trucy, Gemeinde Trucy-l’Orgueilleux
- Sambrèves, Gemeinde Oisy
- Pressures, Gemeinde Clamecy

## Sehenswürdigkeiten
- Château de Corbelin, Schloss aus dem 15./16. Jahrhundert am Flussufer (Gemeinde La Chapelle-Saint-André) – Monument historique[4]